# Mörk baronmossa
Mörk baronmossa (Anomodon rugelii) är en bladmossart som beskrevs av Keissler 1900. Mörk baronmossa ingår i släktet baronmossor, och familjen Thuidiaceae. Enligt den finländska rödlistan är arten starkt hotad i Finland. Arten är reproducerande i Sverige. Artens livsmiljö är naturlundskogar. Inga underarter finns listade i Catalogue of Life.